# Rotileștii Mari
Rotileștii Mari – wieś w Rumunii, w okręgu Vrancea, w gminie Câmpuri. W 2011 roku liczyła 321
mieszkańców.